# تیسادیندا
تیسادیِندا (به مجاری:  Tiszagyenda) یک منطقهٔ مسکونی در مجارستان است که در ناحیه کون‌هدیش واقع شده‌است. تیسادیندا ۳۶٫۹۳ کیلومتر مربع مساحت و ۱٬۰۷۷ نفر جمعیت دارد.